# Леки крайцери тип „Аретуза“ (1935)
Аретуза (на английски: Arethusa) са тип британски леки крайцери на Британския Кралски флот, от времето на Втората световна война. Всичко от проекта са построени 4 единици: „Аретуза“ (на английски: HMS Arethusa); „Галатея“ (на английски: HMS Galatea), „Пенелопе“ (на английски: HMS Penelope) и „Аурора“ (на английски: HMS Aurora). Свой крайцер „Аврора“ има не само руския флот – в годините на Втората световна негов едноименник служи в британския флот. HMS Aurora участва във всички значими морски операции на европейския театър на военните действия – в Норвежката кампания, нападението срещу Мерс ел-Кебир, лова на „Бисмарк“ или десантите в Северна Африка, Италия и Нормандия, а след войната е предаден на Китайския флот (като компенсация за реквизирани по време на войната катери), участва в гражданската война в Китай, където екипажът му избира страната на НОАК, потопен е след бомбардировка на Гоминдана, изваден и възстановен вече не като боен кораб.

## История на създаването
Те са проектирани за служба в състава на главните сили на флота – идейни наследници на крайцерите скаути от началото на XX век, а една от основните задачи на крайцерите е борба с неприятелските разрушители. Те идват на смяна в тази си роля на крайцерите от тип C и D. Типът „Леандър“ за тази задача се оказва прекалено голям и скъп. Към края на 1929 г. са готови пет проекта с различна водоизместимост и различно въоръжение (4×2 или 3×2 152 mm оръдия в кули, 5×1 152 mm или 6×1 140 mm оръдия с щитове). За последваща разработка е избран 4200-тонният вариант с шест 152 mm оръдия в кули. Към лятото на 1930 г. са подготовени ескизни проекти със стандартна водоизместимост 4800 и 4850 t, представляващи кораб от междинен тип между старите крайцери от типовете „С“ и „D“ и „Леандър“. В резултат на усилване на защитата водоизместимостта нараства до 5000 тона. Преходът от линейна към ешелонна схема на поставяне на силовата установка струва допълнителни 500 тона. В резултат на това в проекта са направени нови изменения вече в посока намаляване на водоизместимостта, което е намалено до 5450 t, на която спират.

## Конструкция
По време на строителството за първи път в британското военно корабостроене широко се използва електрозаваряването: заварени са обшивката на носовата и кърмовата оконечности (примерно по 20 m), значителна част от бимсовете, преградите, вътрешните палуби. Нитовка се изпълнява само на основните елементи на набора, горната палуба, броневите плочи и елементите подложени на най-силна вибрация. Това позволява да се икономисат повече от 200 t, а в резултат реалната водоизместимост на „аретузите“ се оказва под проектното.

### Корпус
Корпусът на крайцерите от типа „Аретуза“, по компоновка и конструкция, повтаря корпуса на „Емфайон“.
Около една трета от дължината на корпуса е зает от полубак, леко издигащ се към форщевена. След това към кърмата той е продължен от фалшборд, служещ за допълнителна защита на лодките от заливане. Обводите на корпуса са кръглоскулови, с характерна скулова чупка в носовата част. Корабите имат две непрекъснати палуби – горна и главна; извън пределите на котелните отделения се простира и долна палуба. Корпусът е с надлъжен тип на набора, на протежение на цялата дължина има двойно дъно. Конструктивна противоторпедна защита няма.

### Артилерийско въоръжение
Главният калибър се състои от шест 152 mm оръдия Mk.XXIII в три двуоръдейни кули Mk.XXI. Това оръдие става основното оръжие на леките крайцери от британския флот, построени в периода 1930 – 1940 г. (освен на типа „Дидо“). Това е първата британска шестдюймовка с целнотръбна конструкция – всички предходни се произвеждат по метода на навиване на тел.
За 152 mm оръдия има два типа снаряди – бронебоен и фугасен. Теглото и на двата е 50,8 кг, теглото на заряда взривно вещество в първия е 1,7 kg (3,35%), във втория – 3,6 kg (7,1%).
Скоростта на вертикално насочване е 5 – 7 °/s, на хоризонталното – 10 °/s. Вместимостта на погребите е по 200 снаряда на оръдие.

#### Зенитно въоръжение
По проект се предполагат четири 102-мм зенитки Mk.V в единичните установки Mk.IV. Оръдието Mk.V е прието на въоръжение още през 1914 г. и се използва на кораби от всички класове: линкори, крайцери, разрушители, шлюпове. Първоначално то е предназначено само за стрелба по надводни цели, но към края на Първата световна война са разработени зенитни установки. Установката Mk.IV няма щит, има маса 7,1 т, осигурява вертикално насочване от – 5 до +80°, практическата ѝ скорострелност съставлява 14 изстрела в минута. Основните недостатъци на оръдията са невисоката скорост на насочване, неудобството да се води огън при малки ъгли на възвишение, поради прекалено високо разположения затвор, произтичащо от естественото балансиране на ствола.
Автоматичното зенитно въоръжение съставляват двойка четирицевни 12,7-мм картечници, Vickers .50, които са разположени до носовия комин на индивидуални платформи, осигуряващи им широк сектор за стрелба.

### Брониране
Бронирането на „аретузите“ съответства на своето предназначение – да защитава от артилерията на разрушителите. За бронята им е отделена 11,8% от стандартната водоизместимост, което е повече от 11,7% при „Леандър“ или 10,25% при „вашингтонския“ „Кент“, а броневата защита на болшинството от чуждестранните леки крайцери от онова време (особено при френските и италианските) е още по-лошо. Цялата броня е хомогенна, нециментирана. Плочите на пояса се крепят на болтове, палубната броня – на нитове. Броневия пояс е дебел 57 mm и прикрива отсеците на енергетичната установка, достигайки по височина, в района на носовото машинно отделение до горната палуба, а в района на кърмовото машинно отделение – само до главната. Затварят пояса 25,4 mm траверси. Броневата 25,4 mm палуба минава по горния край на траверсите и пояса. Отделно 25 mm листове защитават рулевата трансмисия.

### Eнергетична установка
Главната енергетична установка се състои от четири турбозъбни агрегата „Парсънс“ и четири триколекторни водотръбни котела Адмиралтейски тип. Всички котли имат паропрегреватели, подгреватели на горивото и въздуха. Схемата е ешелонна; котлите са разположени по двойки в две котелни отделения, в носовото котелно отделение котлите са разположени побордно, а в кърмовото тандемно, ТЗА са в две машинни. Работното налягане на парата в котлите е 24,61 kg/cm² (24,29 atm), а температурата ѝ 343°С. Всеки агрегат има мощност от 16 000 к.с., което трябва да осигури скорост на хода (при пълно натоварване) от 31,25 възела, максималната скорост при стандартната водоизместимост трябва да е 32,25 възела. Далечината на хода съставлява 5500 морски мили на ход 15 възела и 8200 мили при 12 възела.

## История на службата
| Име        | Корабостроителница | дата на залагане  | дата на спускане на вода | дата на влизане в строй | забележки |
| ---------- | ------------------ | ----------------- | ------------------------ | ----------------------- | --------- |
| „Аретуза“  |                    | 25 януари 1933 г. | март 1934 г.             | 23 май 1935 г.          |           |
| „Галатея“  |                    | 2 юни 1933 г.     | 9 август 1934 г.         | 4 август 1935 г.        |           |
| „Пенелопе“ |                    | 30 май 1934 г.    | 15 октомври 1935 г.      | 13 ноември 1936 г.      |           |
| „Аурора“   |                    | 23 юли 1935 г.    | 20 август 1936 г.        | 12 ноември 1937 г.      |           |

## Оценка на проекта
Леките крацери от типа „Аретуза“ са проектирани за служба при ескадрите, пред тях се поставят аналогични задачи, както и на едноименните крайцери от времето на Първата световна война. Сравнението на „Аретузите“ с предшествениците им – крайцерите от типа „D“ – демонстрира тяхното преимущество по всички характеристики, освен в бронирането. Бронирането осигурява достатъчна защита спрямо артилерията на разрушителите, макар, като цяло, да не изглежда много убедително – въпреки това усилването му в рамките на отделената водоизместимост не е възможно. Може да се констатира, че в рамките на дадената концепция англичаните успяват да създадат доста успешен кораб, но да се създаде пълноцен крайцер в рамките на ограничената водоизместимост през междувоенния период не се удава никому и „Аретузите“ са най-добри сред посредствените. Разчетени за защита от 120 мм снаряди на разрушителите корабите не са способни истински да противостоят даже на 135 – 140-мм артилерия на крайцерите, и имат далечина на плаване, достатъчна за операции в Средиземноморието и Северно море. Устойчивостта и мореходността им са прекрасни. А ешелонното разположение на котлите и механизмите, сдвоените 102-мм зенитки и тяхното разположение получават дълъг живот в Кралския флот.
| Сравнителни ТТХ на крайцери с водоизместимост под 6000 т | Сравнителни ТТХ на крайцери с водоизместимост под 6000 т | Сравнителни ТТХ на крайцери с водоизместимост под 6000 т | Сравнителни ТТХ на крайцери с водоизместимост под 6000 т | Сравнителни ТТХ на крайцери с водоизместимост под 6000 т | Сравнителни ТТХ на крайцери с водоизместимост под 6000 т   | Сравнителни ТТХ на крайцери с водоизместимост под 6000 т      | Сравнителни ТТХ на крайцери с водоизместимост под 6000 т | Сравнителни ТТХ на крайцери с водоизместимост под 6000 т |
| Основни елементи                                         | Франция · „Емил Бертин“                                  | Италия · „Луиджи Кадорна“                                | Япония · „Сендай“                                        | Великобритания · „Даная“                                 | Австралия · „Пърт“                                         | Великобритания · „Аретуза“                                    | Ваймарска република „Емден“                              |                                                          |
| -------------------------------------------------------- | -------------------------------------------------------- | -------------------------------------------------------- | -------------------------------------------------------- | -------------------------------------------------------- | ---------------------------------------------------------- | ------------------------------------------------------------- | -------------------------------------------------------- | -------------------------------------------------------- |
| Водоизместимост, стандартна/пълна, т                     | 5886/6530                                                | 5323/7194                                                | 5900/7609                                                | 4970/5870                                                | 6980/8965                                                  | 5250/6700                                                     | 5600/6990                                                |                                                          |
| Енергетична установка, к.с.                              | 102 000                                                  | 95 000                                                   | 90 000                                                   | 40 000                                                   | 72 500                                                     | 64 000                                                        | 46 500                                                   |                                                          |
| Максимална скорост, възела                               | 34                                                       | 36,5                                                     | 35,25                                                    | 29                                                       | 32,5                                                       | 32,25                                                         | 29                                                       |                                                          |
| Далечина на плаване, мили на скорост, възела             | 3600 (15)                                                | 3088 (16)                                                | 6000 (14)                                                | 5000 (15)                                                | 7000 (15)                                                  | 5500 (15)                                                     | 6750 (14)                                                |                                                          |
| Артилерия на главния калибър                             | 3×3 – 152-мм                                             | 4×2 – 152-мм                                             | 7×1 – 140-мм                                             | 6×1 – 152-мм                                             | 4×2 – 152-мм                                               | 3×2 – 152-мм                                                  | 8×1 – 149-мм                                             |                                                          |
| Универсална артилерия                                    | 1×2, 2×1 – 90-мм                                         | 3×2 – 100-мм                                             | 2×2 – 76-мм                                              | 2×1 – 76-мм                                              | 4×2 – 102-мм                                               | 4×1 (4×2) – 102-мм                                            | 3×1 – 88-мм                                              |                                                          |
| Легка зенитна артилерия                                  | 4×2 – 37-мм, 4×2 – 13,2-мм                               | 4×2 – 37-мм, 4×2 – 13,2-мм                               | —                                                        | 2×1 – 40-мм                                              | 3×4 – 12,7-мм                                              | 2×4 – 12,7-мм                                                 | -                                                        |                                                          |
| Торпедно въоръжение                                      | 2×3 – 550-мм ТА                                          | 2×2 – 533-мм ТА                                          | 4×2 – 610-мм ТА                                          | 4×3 – 533-мм ТА                                          | 2×4 – 533-мм ТА                                            | 2×3 – 533-мм ТА                                               | 4×1 – 500-мм ТА                                          |                                                          |
| Брониране, mm                                            | погреби – 30, палуба – 20, рубка – 20                    | пояс – 24+18, палуба – 20, кули – 23, рубка – 40         | пояс – 63, палуба – 28                                   | пояс – 76 – 57, палуба – 25, рубка – 75                  | пояс – 76, палуба – 32, кули и барбети – 25, погреби до 89 | пояс – 57, палуба – 25, кули – 25, барбети – 19, погреби – 76 | пояс – 50, палуба – 20 (скосове – 40)                    |                                                          |
| Екипаж, души                                             | 567                                                      | 694                                                      | 450                                                      | 450                                                      | 570                                                        | 500                                                           | 483 – 683                                                |                                                          |

## Коментари
1. ↑  Всички данни се привеждат към 1939 г.
2. ↑  140-мм морско оръдие Тип 3 стоящо на японските крайцери.
3. ↑  По-големи, за сравнение.
4. ↑  Нормална.
5. ↑  Останалите.